# Firentinska krstionica
Firentinska krstionica ili Krstionica sv. Ivana je vjerski objekt u Firenci koji ima status manje bazilike.
Krstionica je oktagonalna zgradu na trgu Piazza del Duomo, nasuprot katedrale Duomo i Giottovog zvonika. Predstavlja jednu od najstarijih građevina u gradu, a koja je sagrađena između 1059. i 1128. Po stilu pripada firentinskoj romaničkoj arhitekturi.
Krstionica je poznata po tri skupa brončanih vrata sa skulpturama u reljefu. Južna vrata je napravio Andrea Pisano, sjeverna i istočna Lorenzo Ghiberti. Za istočna vrata je Michelangelo koristio izraz "Vrata raja".
Talijanski pjesnik Dante Alighieri kao i mnoge znamenite osobe Renesanse, uključujući članove obitelji Medici su kršteni u ovoj krstionici. Do pred kraj 19. stoljeća u njoj su kršteni skoro svi firentinski katolici.

## Vanjske poveznice
- Florence art guide
- Paradoxplace Florence Baptistery photo page
- Baptistery Overview
- Digital tour of the Gates of Paradise, with identifications and details  Arhivirana inačica izvorne stranice od 3. veljače 2009. (Wayback Machine)
- The Museums of Florence The Baptistery of Florence